# 英虞郡
英虞郡為過去日本三重縣轄下的郡，已於1896年4月1日與答志郡合併為志摩郡。
在1879年實施郡區町村編制法時的轄區包括現在的志摩市南半部地區。

## 歷史
過去在8世紀以前，志摩國內僅有志摩郡一個郡，直到在719年志摩郡被分割為答志郡和佐藝郡，但大約在745年後，開始改使用英虞郡的名稱。
不過最初英虞郡的範圍還沿著海岸線往西延伸到現在的南伊勢町、大紀町錦地區、紀北町、尾鷲市，其面積遠大於19世紀末時的範圍；但在1582年由當時的新宮城堀內氏善及伊勢國司北畠信雄商定後，將這部分區域分別劃入紀伊國牟婁郡和伊勢國度會郡。
在江戶時代後，剩餘的英虞郡區域成為鳥羽藩領地，19世紀末明治維新實施廢藩置縣後，隸屬鳥羽縣；1872年的第一次府縣整併中，改劃入度會縣，但在1876年的第二次整併中又隨著度會縣一同併入三重縣。
在1879年實施郡區町村編製法時，正式的設置了近代的行政區劃「答志郡」，並在鳥羽町（位於現在的鳥羽市）設置「答志英虞役所」，同時負責管轄答志郡和英虞郡。

### 沿革

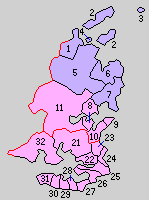
1889年英虞郡轄下的行政區劃：
21.鵜方村、22.立神村、23.甲賀村、24.三和村、25.波切村、26.船越村、27.片田村、28.布施田村、29.和具村、30.越賀村、31.御座村、32.濱島村
（紫色：現屬鳥羽市、桃色：現屬志摩市、1 - 11屬答志郡）

- 1889年4月1日：實施町村制，英虞郡下設：鵜方村（日语：阿児町鵜方）、立神村、甲賀村、三和村（日语：三和村 (三重県)）、波切村、船越村、片田村（日语：志摩町片田）、布施田村（日语：志摩町布施田）、和具村（日语：志摩町和具）、越賀村（日语：志摩町越賀）、御座村（日语：志摩町御座）、濱島村（日语：浜島町）。（12村）
- 1894年2月13日：三和村被分割為志島村、名田村、畔名村。（14村）
- 1896年4月1日：日本實施郡制（日语：郡制），答志郡和英虞郡合併為志摩郡。[2]